# Stenorumia
Stenorumia is een geslacht van vlinders van de familie spanners (Geometridae), uit de onderfamilie Ennominae.

## Soorten
- S. ablunata Guenée, 1858
- S. duplicilinea Hampson, 1895
- S. longipennis Warren, 1893